# Aponotoreas synclinalis
Aponotoreas synclinalis är en fjärilsart som beskrevs av Hudson 1903. Aponotoreas synclinalis ingår i släktet Aponotoreas och familjen mätare. Inga underarter finns listade i Catalogue of Life.